# عقربا (إربد)
عقربا هي قرية تقع في شمال محافظة إربد ،تابعة للواء بني كنانة .
وهي إحدى قرى الكفارات التي أصبحت بموجب قانون البلديات الجديد تشكل مع كفرسوم وحرثا ويبلا وحبراص والرفيد بلدية واحدة. ما يميز البلدة من الناحية الطبيعية اطلالها على نهر اليرموك الخالد, والذي يشكل حدها من الجهتين الشمالية والغربية. اما جنوبا فتحدها بلدتا حرثا والرفيد.كما تغطي مساحة واسعة من سفوحها غابات الملول( البلوط النفضي متساقط الاوراق). وتطل أراضيها برحابة على الجزء الجنوبي من الأراضي السورية. يعمل جل سكان عقربا في مهنة التعليم. حيث يشكل العاملون في هذا القطاع النسبة الكبرى في لواء بني كنانة. خاصة إذا علمنا ان القرية لايعدو سكانها على 4000نسمة.
كما يعمل قسم آخر في القطاع العسكري وقطاعات أخرى كالصحة والخدمات العامة, اما العمل الزراعي فقد تراجع كثيرا كباقي قرى المنطقة.
العائلات